# SunExpress Deutschland
SunExpress Deutschland GmbH là một hãng hàng không giải trí Đức có trụ sở tại Frankfurt. Nó là một công ty con của SunExpress, mà bản thân nó là một công ty con của Turkish Airlines và Lufthansa. Cơ sở chính của nó là sân bay Frankfurt với cơ sở nhỏ hơn ở một số sân bay khác trên khắp nước Đức.
SunExpress Deutschland được thành lập vào ngày 08 tháng 6 năm 2011 như là một công ty con của SunExpress và bắt đầu hoạt động với ba máy bay Boeing 737-800. Hãng được thành lập để bay từ Đức đến Biển Đỏ sử dụng AOC Germany. Những đường bay này đã được phục vụ ngày 2 tháng 11 năm 2011, lần đầu tiên và mạng từ đó đã được mở rộng sang các khu giải trí nhiều hơn ở Nam Âu và Bắc Phi.